# Dnepr MT-9
La Dnepr MT-9 è una motocicletta con sidecar, prodotta dalla fabbrica di motociclette di Kiev, la KMZ (Kievskiy Mototsikletniy Zavod).
Si tratta della prima evoluzione della K-650, modello che introdusse il motore boxer MT801 di 650cc a valvole in testa al posto del 750cc a valvole laterali, unità a sua volta derivata e rivista dal motore della BMW R71. 
A differenza dei modelli successivi (dalla MT-10 in poi), questa motocicletta ha un generatore G-414 da 6 volt con regolazione manuale dell'anticipo e un serbatoio del carburante di vecchio tipo (a goccia), ma rispetto ai modelli precedenti ha ricevuto un nuovo cambio con retromarcia e un nuovo sistema di inserimento delle marce, con frizione attuabile direttamente dal pedale. 
Negli anni 1971-1976 furono prodotte 189463 di queste motociclette, esclusivamente per il mercato civile. 
Il modello militare è l'MB-650, MW-650 / MW-650M / MW-650M1 riconoscibile dal serbatoio più grande e squadrato, strumentazione e fanaleria della MT-10 oltre che l'equipaggiamento militare. Dal 1968 al 1991 la versione MB650M è stata prodotta per l'esercito e la polizia locale disposto di luci black out di gancio traino rimorchio leggero freno a mano posteriore.
il cambio mt8204 con l'albero centrale da 9 denti a differenza di quello civile con 10 denti

## Dati tecnici dnepr serie mt9 mt10 mt11 mb650 mw650
Di seguito i dati tecnici della moto:
- Lunghezza - 2430 mm
- Larghezza - 1680 mm
- Altezza - 1250 mm
- sbalzo anteriore 330mm
- sbalzo posteriore 610mm
- carreggiata 1200mm
- numero di. assi 2
- posti a sedere 3
- Capacità di carico, compreso il conducente e due passeggeri - 610 kg
- peso tara 315kg
- Sistema di lubrificazione - misto, pompa dell'olio per ingranaggi
- Cilindrata - 649 cm3
- Rapporto di compressione - 7.0
- Potenza dell'unità - 0,04 kW / kg

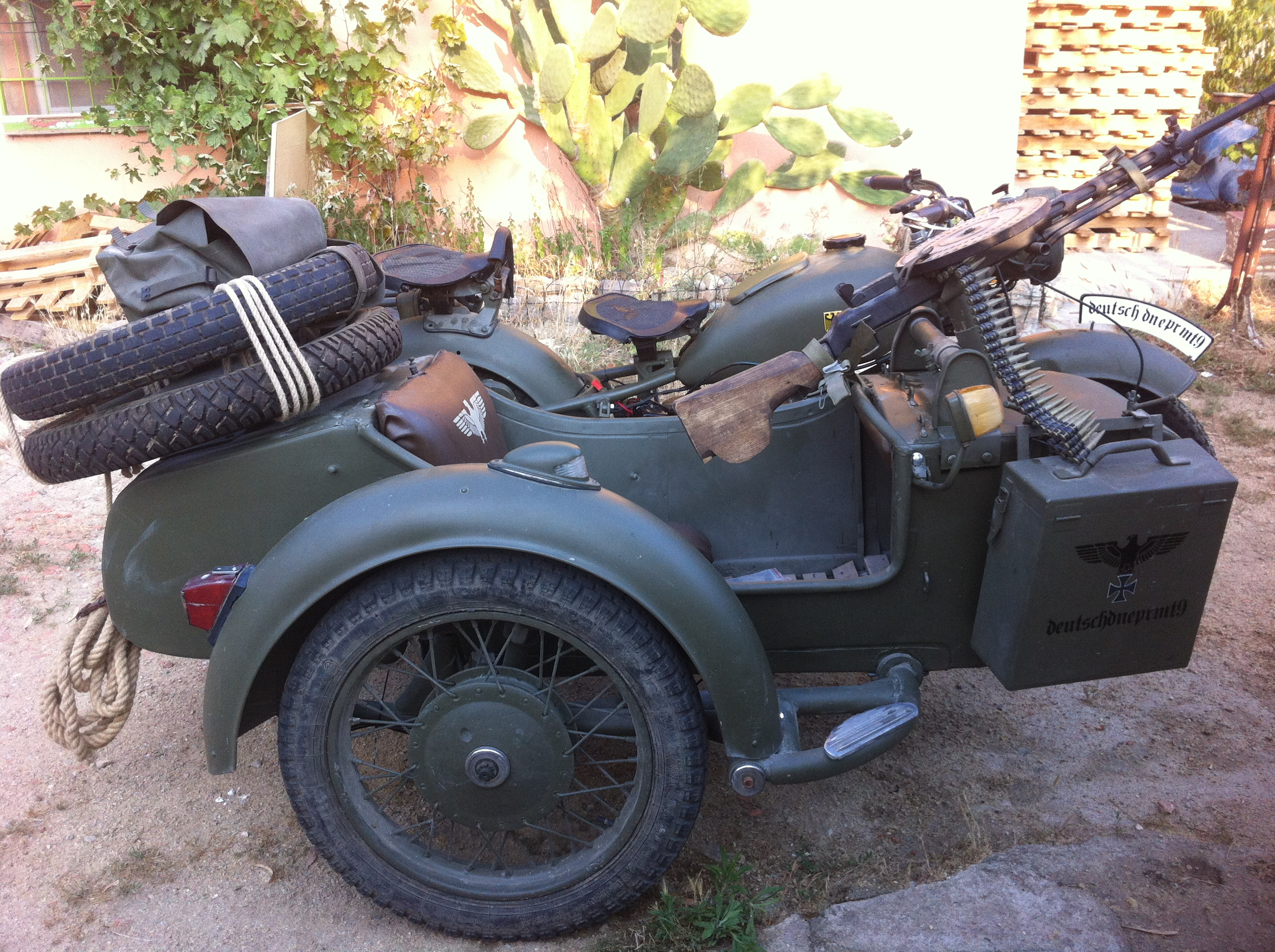
SIDECAR DNEPR MT-9 DA OSN-SIDECAR.IT

- SIDECAR DNEPR MT-9 DA OSN-SIDECAR.ITGiri di potenza massima - 5900 giri / min
- Coppia massima - 4,7 kGm
- Accensione - alimentato a batteria, 6V
- Carburatori - K-301B per ogni cilindro
- Carburante: benzina LO-72 o LO-76
- Rapporti di trasmissione:
  - prima marcia - 3.6
  - seconda marcia - 2.28
  - terza marcia - 1,70
  - quarta marcia - 1.30
  - retromarcia - 3.67
  - pneumatici 3.75 r19
  - pneumatici 4.00 r19 versione esercito

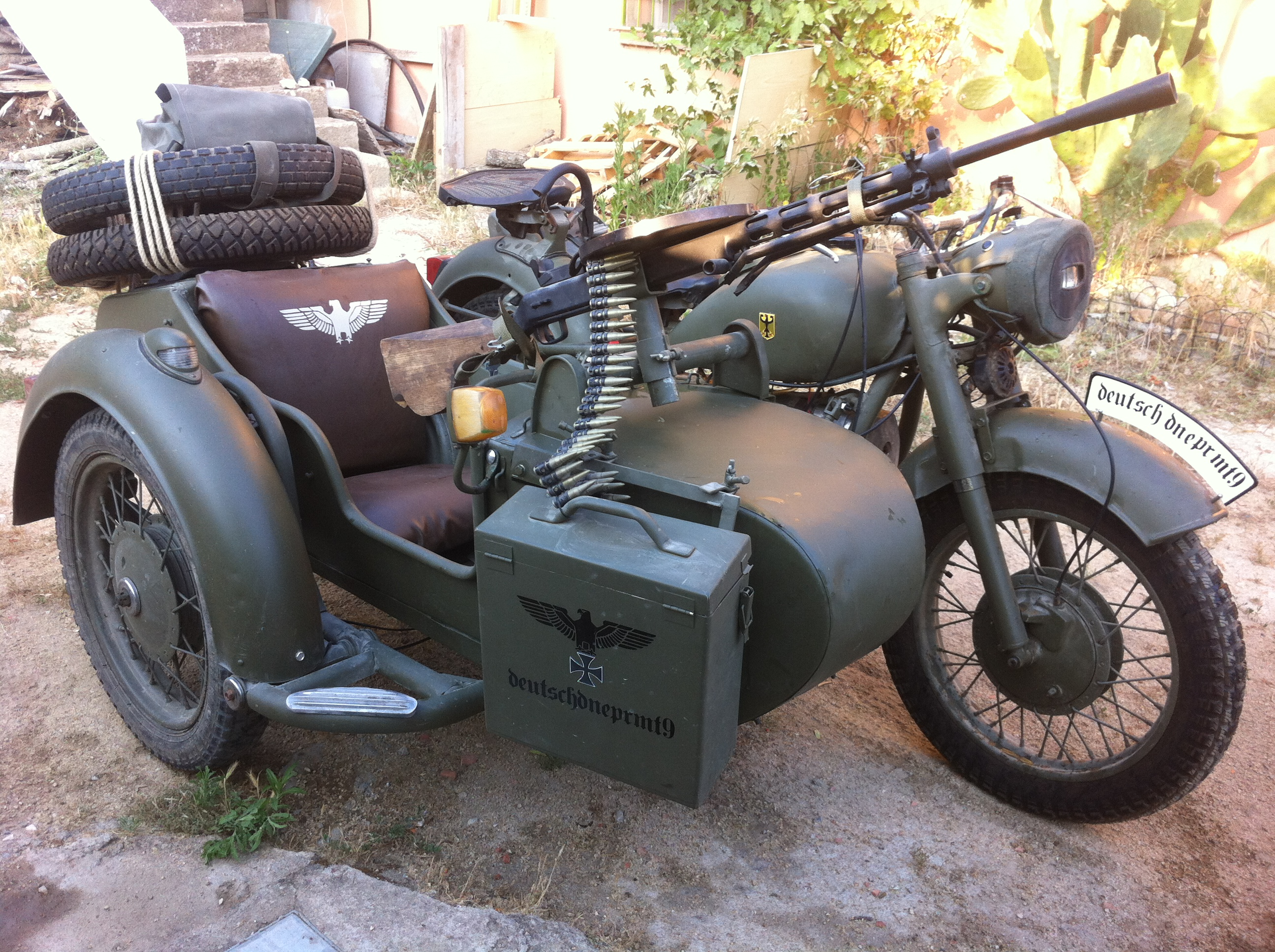
SIDECAR DNEPR MT-9 1969